# Цаца (страва)
Ца́ца — традиційна страва одеської та болгарської кухні, смажена дрібна морська риба сімейства оселедцевих (шпроти,тюлька, хамса, анчоус).
У Болгарії «цацею» називається чорноморський шпрот. Саме від нього і пішла назва цієї страви в Одесі. Спочатку цаца була вуличною їжею, але зараз все частіше подається в ресторанах локальної кухні.
Рибу готують у фритюрі, попередньо рясно обвалюють у борошні зі спеціями та сіллю. Подається, як правило, до пива.